# INTERSOS

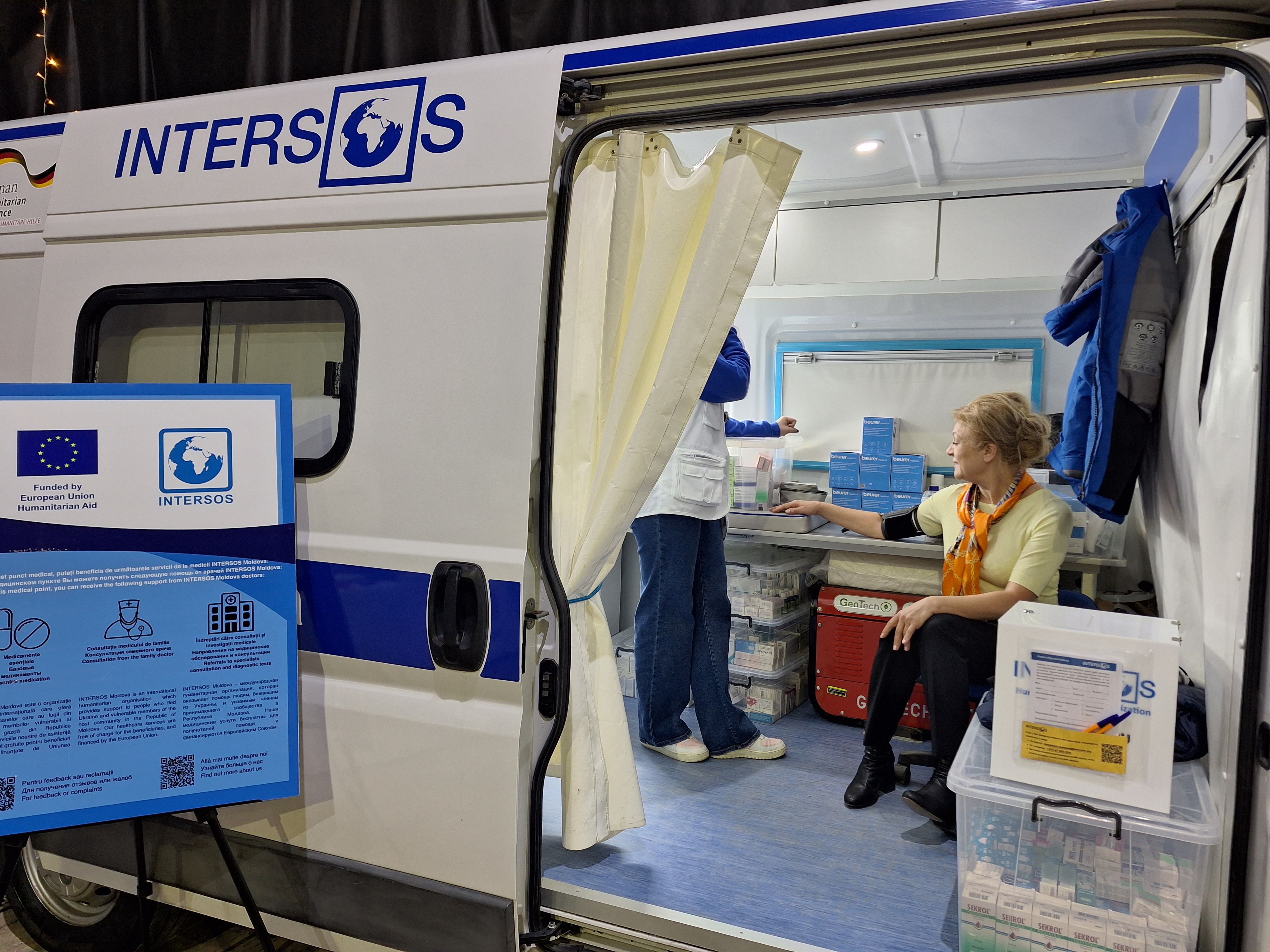
Supporto medico con cliniche mobili

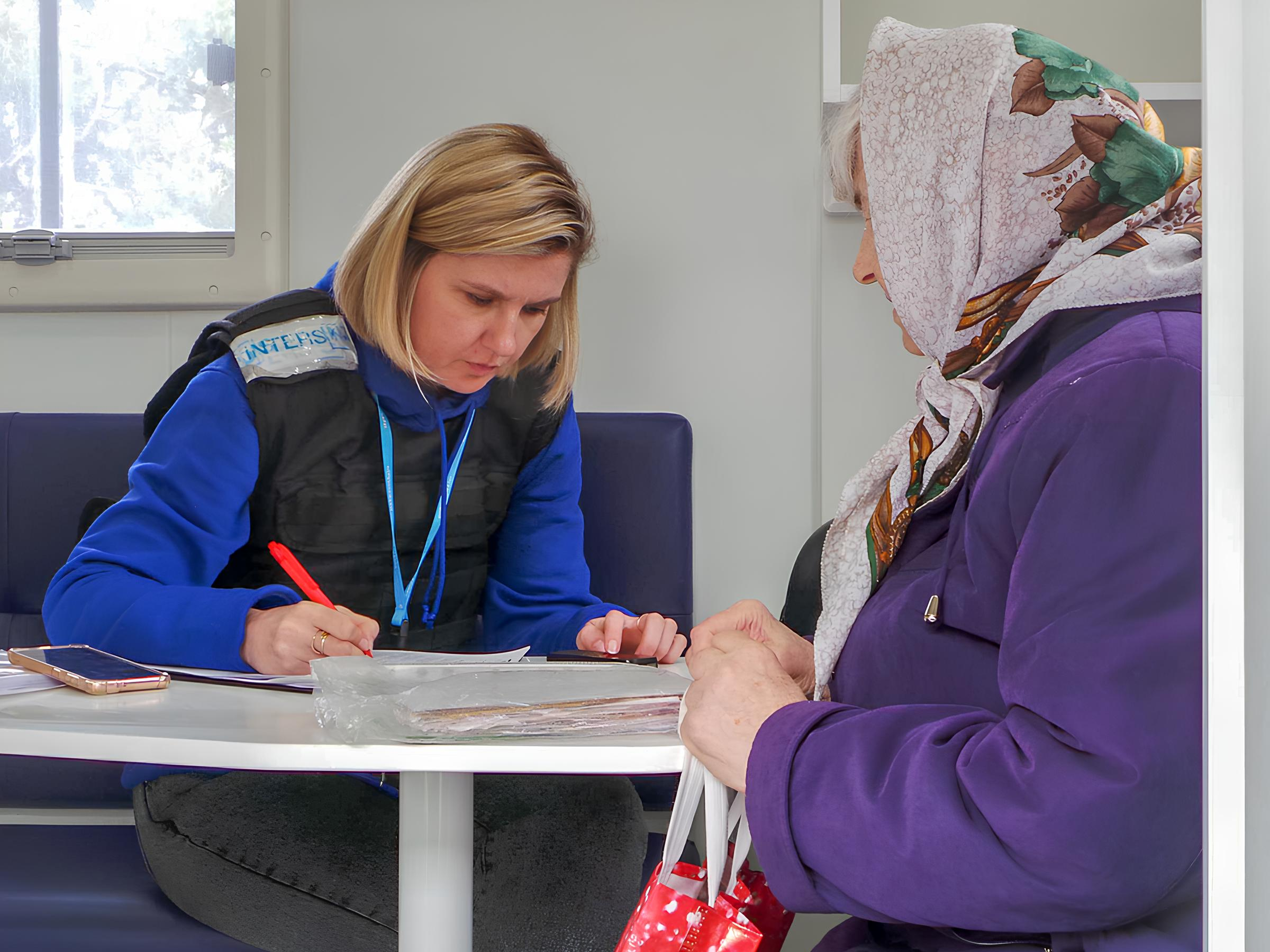
Un'operatrice di INTERSOS fornisce assistenza a una donna anziana in Ucraina

INTERSOS è un’organizzazione umanitaria internazionale con sede in Italia, che interviene in situazioni di emergenza e di crisi, per portare aiuto immediato a persone le cui vite sono minacciate da conflitti, violenza, povertà estrema, disastri naturali o causati dall’essere umano.
INTERSOS è un’organizzazione indipendente, partner di numerose associazioni e organizzazioni dei Paesi in cui opera e delle principali istituzioni e agenzie europee e internazionali. Fa parte di ICVA, VOICE, LINK 2007, gode dello status consultivo nel Consiglio Economico e Sociale delle Nazioni Unite e dello status di osservatore presso l’Organizzazione Internazionale per le Migrazioni.
In Grecia, INTERSOS ha fondato un’organizzazione partner, INTERSOS Hellas, che gestisce direttamente i programmi umanitari nel Paese.

## Storia
INTERSOS è stata fondata il 25 novembre 1992.
Inizialmente, l'organizzazione ha operato in Somalia, avviando il suo primo progetto e successivamente supportando l'ospedale regionale di Jowhar. Le missioni si sono poi estese a Burundi e Ruanda, fornendo assistenza ai rifugiati ruandesi e supportando il Sistema Sanitario Nazionale.
Negli anni successivi, INTERSOS ha ampliato la sua portata, creando la Mine Action Unit con interventi di sminamento in Bosnia, Angola, Afghanistan e Iraq. Le operazioni umanitarie si sono estese alla Bosnia centrale e settentrionale, rispondendo ai bisogni della popolazione colpita dalla guerra, e al Mozambico, facilitando il ritorno dei rifugiati dal Malawi. Inoltre, INTERSOS ha offerto sostegno ai rifugiati ceceni in Inguscezia e in Cecenia, oltre a intervenire in Albania con distribuzioni di cibo, riabilitazione di infrastrutture e supporto sanitario.
La fine del secolo scorso ha visto INTERSOS impegnata, inoltre, in progetti di sicurezza alimentare in Angola, risposta all'emergenza siccità in Eritrea e progetti umanitari in Kosovo. Le missioni umanitarie si sono estese in Nicaragua con la risposta all'uragano Mitch, assistenza a rifugiati e rimpatrio, e riabilitazione medica.
Nei primi anni del XXI secolo, INTERSOS ha ampliato la sua presenza in Sudan, Ciad, Libano, Yemen, Mauritania e Repubblica Democratica del Congo, sostenendo gli sfollati, rispondendo a emergenze umanitarie e contribuendo alla ricostruzione post-terremoto in Indonesia. L'organizzazione ha fornito assistenza a rifugiati afgani in Pakistan e ha risposto a crisi come l'uragano in Haiti.
Il decennio successivo ha visto INTERSOS in nuove missioni in Giordania, Repubblica Centrafricana, Italia: qui ha aperto INTERSOS24 a Roma per proteggere donne e minori migranti vulnerabili al COVID-19.
Gli ultimi anni hanno portato INTERSOS in Grecia, Nigeria, Libia, Siria, Niger e iniziato l'intervento in Ucraina. Ha supportato l'iniziativa COVAX per la distribuzione equa dei vaccini anti COVID-19 nel mondo.
Attualmente è presente in 23 Paesi del mondo. Dal 2016 Konstantinos Moschochoritis ne è il Direttore Generale.

## Presidenza
- Nino Sergi 1992 - 1996 (presidente emerito)
- Raffaele Morese 1996 - 2009
- Marco Rotelli 2009 - 2022
- Mamadou Ndiaye dal 2022 al 2024
- Alberto Angelici dal 2025

## Attività
INTERSOS gestisce progetti, direttamente ed in collaborazione con altre organizzazioni umanitarie, per fornire assistenza in Italia ed all'estero in situazioni di emergenza umanitaria. I settori di intervento in cui opera sono: protezione, acqua e igiene, distribuzioni e ripari d'emergenza, salute e nutrizione, sicurezza alimentare e istruzione in emergenza.
In Italia gestisce diversi progetti di tutela dei migranti, della persona e dell'infanzia attraverso programmi come INTERSOS24, un "Safe Space & Child Friendly Space" per donne e bambini con un ambulatorio nella zona di Torre Spaccata a Roma.
Inoltre, nel 1997, INTERSOS ha creato un’unità di bonifica umanitaria dei territori contaminati dalle mine (primo intervento in Bosnia e poi Angola, Afghanistan e Iraq) terminato nel 2007.